# ماریا کوشنیفسکا
ماریا کوشنیفسکا (انگلیسی: Maria Kwaśniewska؛ ۱۵ اوت ۱۹۱۳ – ۱۷ اکتبر ۲۰۰۷) ورزشکار اهل لهستان بود.